# Bilisht
Bilisht est une ville située au sud-est de l'Albanie d'une population de 12 000 habitants (est. 2007). Elle est la capitale du district de Devoll et la grande préfecture de Korçë. La ville se situe à 9 km de la ville grecque Krystallopigí, dans la nome de Flórina. Son club de football est le Bilisht Sporti.